# Frederik Christiaan van Schaumburg-Lippe (1655-1728)
Frederik Christiaan (Bückeburg, 26 augustus 1655 – aldaar, 13 juni 1728) was graaf van Schaumburg-Lippe van 1681 tot 1728. Hij was de oudste overlevende zoon van graaf Filips I en Sofia van Hessen-Kassel.
Hij huwde een eerste maal op 4 januari 1691 te Langenburg met gravin Johanna Sophie van Hohenlohe-Langenburg (Langenburg 26 december 1673 – Stadthagen, 18 augustus 1743), een dochter van graaf Hendrik Frederik van Hohenlohe-Langenburg-Gleichen. Het huwelijk werd in 1723 ontbonden. Het paar kreeg vijf kinderen, van wie er twee hun jeugd overleefden:
- Albrecht Wolfgang (Bückeburg, 27 april 1699 – aldaar, 24 september 1748), graaf van Schaumburg-Lippe 1728-1748
- Frederik Karel Lodewijk (Minden, 28 september 1702 - Bückeburg, 28 september 1776)

Op 3 december 1725 trad Frederik Christiaan te Brixen voor de tweede maal in het huwelijk met barones Maria Anna van Gall (1707 – Schwörstadt, 29 juli 1760), dochter van baron Johan Michael van Gall. Dit huwelijk bleef kinderloos.
Filips I · Frederik Christiaan · Albert Wolfgang · Willem · Filips II · George Willem · Adolf I · George · Adolf II